# Clohars-Carnoët
Clohars-Carnoët település Franciaországban, Finistère megyében. Lakosainak száma 4701 fő (2022. január 1.). Clohars-Carnoët Guidel, Moëlan-sur-Mer és Quimperlé községekkel határos.

## Népesség
A település népességének változása:
| Lakosok száma | 3539 | 3406 | 3678 | 3963 | 4176 | 4315 | 4333 | 4528 | 4625 | 4701 |
|               | 1968 | 1982 | 1990 | 2006 | 2013 | 2015 | 2017 | 2019 | 2020 | 2022 |